# Rotunda, Selo
Cerkev sv. Nikolaja v Selu stoji v vasi Selo (Občina Moravske Toplice) na dnu selanske doline na vzhodnem Goričkem. Je edinstvena opečna romanska rotunda v Sloveniji.

## Zgodovina in opis
Po svoji kulturno-zgodovinski pričevalnosti je cerkev romanska rotunda iz prve polovice 13. stoletja. Vizitacijski zapiski iz leta 1698 poročajo, da so jo zgradili templarji. Vendar je bila ta zgodnje srednjeveška stavba v letih 1845 in 1846 bistveno prezidana. 
Provincialno izhodišče za materialni nastanek Selanske rotunde daje tej stavbi poleg turniškega in domanjševskega primera sloves najstarejše stavbe v Sloveniji. 
Do leta 1864 je v apsidi selanske rotunde stal poznogotski krilni oltar iz okrog leta 1490, a je bil nato prenesen v Budimpešto. Rotundni prostor najprej ni bil poslikan in ga je oživljala le prosevajoča opečna struktura. Že v prvi polovici 14. stoletja pa je bila za staro osnovo poslikana severna stena pod kupolo z motivi Poklona treh kraljev. Gre za zgodnjegotski risarski stil, katerega značilnost je široka črna risba, zapolnjena s ploskovno izrabo barv. Težnje po slikarskem modeliranju še ni zaznati. 
Okrog leta 1400 je bila vsa notranjščina znova prevlečena s tanko plastjo ometa in poslikana. Na severni steni se je ponovil ikonografski prizor Treh kraljev, medtem ko je na južni steni naslikano nadaljevanje Pasijona, ki se pričenja v spodnjem pasu kupole. Ta pas loči od vrha kupole naslikana cikcakasta tračna ornamentika. Centralno mesto na vrhu kupole zavzema čez ves obok razpeta elipsasta mavrična avreola (mandorla), v kateri sta sv. Trojica in Kristus. Izven mandorle so razporejeni simboli evangelistov. V spodnjem pasu kupole se v pravokotnih poljih zvrščajo prizori iz Kristusovega trpljenja, ki se nato nadaljujejo v logičnem zaporedju na spodnjem delu stene. Ciklus pasijona se prične tik nad vhodnim oknom s prizorom Kristusa v predpeklu, ki ga nakazuje poosebljena pošast z Adamom v žrelu. Slogovno sodijo te slikarije v gotski idealistično-plastični slog. 
Spodnji del stene z nišami je bržkone poslikal drug mojster. Vidijo se še ostanki svetniških figur, ki pa so razen nekaterih, (cerkveni patron sveti Nikolaj, sveta Doroteja, sveta Marjeta, sv. Magdalena) skoraj povsem uničene.
Čeprav ne poznamo imena selanskih slikarjev, govori njihovo delo o kvalitetah, ki presegajo slikarske zmogljivosti martjanskega, turniškega in velemerskega mojstra Janeza Aquile. Rotunda nima zvonov, zato visijo zvonovi v samostojnem lesenem stolpu.